# Нові Ґневневиці
Нові Ґневневиці (пол. Nowe Gniewniewice) — село в Польщі, у гміні Леонцин Новодворського повіту Мазовецького воєводства.
Населення — 94 особи (2011).
У 1975-1998 роках село належало до Варшавського воєводства.

## Демографія
Демографічна структура станом на 31 березня 2011 року:
|          | Загалом | Допрацездатний вік | Працездатний вік | Постпрацездатний вік |
| -------- | ------- | ------------------ | ---------------- | -------------------- |
| Чоловіки | 41      | 6                  | 30               | 5                    |
| Жінки    | 53      | 14                 | 30               | 9                    |
| Разом    | 94      | 20                 | 60               | 14                   |